# Konklave 1389

Wappen des Kardinalkämmerers während der Sedisvakanz

Das Konklave von 1389 war die Wahlversammlung der Kardinäle nach dem Tod von Papst Urban VI. und dauerte vom 25. Oktober 1389 bis zum 2. November 1389. Seine Wahl fiel auf Pietro Tomacelli, der sich Papst Bonifaz IX. nannte.

## Geschichte
Das Kardinalskollegium umfasste zu Konklavebeginn 16 Mitglieder. Unter Papst Urban VI. war es nicht nur zu einem Schisma gekommen, sondern auch sein eigenes Kardinalskollegium befand sich in einem geteilten Zustand, da er die Kardinäle Pietro Pileo di Prata, Galeotto Tarlati de Petramala, Bartolomeo Mezzavacca und Landolfo Maramaldo am 7. August 1387 abgesetzt hatte und bereits im Dezember 1386 fünf weitere Kardinäle hatte hinrichten lassen.
So zogen 13 Kardinäle in das zu Rom stattfindende Konklave ein, welches diesmal keinem Einfluss von außen oblag. Drei Kardinäle blieben abwesend.

## Teilnehmer
- Francesco Moricotti Prignani
- Andrea Bontempi Martini
- Poncello Orsini
- Pietro Tomacelli
- Angelo Acciaioli
- Francesco Carbone O.Cist.
- Stefano Palosio
- Francesco Renzio
- Tommaso Orsini
- Marino Bulcani
- Rinaldo Brancacci
- Ludovico Fieschi
- Angelo d’Anna de Sommariva

## Abwesende Kardinäle
- Philippe d’Alencon
- Adam Easton OSB
- Bálint Alsáni